# Мери Уолстънкрафт
Мери Уолстънкрафт (на английски: Mary Wollstonecraft) е английска писателка, философка и феминистка. Тя е най-известна с творбата си „Защита на правата на жените“ (1792), в която твърди, че жените по същество не са по-долни от мъжете, но изглеждат така, само защото им липсва образование. Уолстънкрафт внушава, че и мъжете и жените трябва да бъдат третирани като рационални същества и си представя социален ред, основан на разума.
След две злощастни връзки с Хенри Фюзели и Гилбърт Имлей Уолстънкрафт се омъжва за философа Уилям Годуин, един от предшествениците на анархисткото движение и ражда от него Мери Шели, авторката на „Франкенщайн“. Тя умира вследствие на усложнения след раждането, оставяйки няколко недовършени ръкописа. След смъртта ѝ Годуин публикува Мемоари за живота ѝ (1798), разкривайки нетрадиционния ѝ начин на живот, което непреднамерено унищожава репутацията ѝ за един век. С появяването на феминисткото движение в началото на 20 век обаче защитата на равноправието на жените от Уолстънкрафт и критиката ѝ на традиционната женственост придобиват все по-голяма значимост. Днес тя е считана за една от основателките на феминистката философия и феминистките често цитират живота и творбите ѝ като важни влияния.

## Биография

### Произход и ранни години (1759 – 1786)
Родена е на 27 април 1759 г. в Спиталфийлдс, бивша енория в Лондон, Англия. Баща ѝ постепенно пропилява семейния доход, който е осигурил обезпечено детство на Мери, в рисковани проекти и опити да стане джентълмен-фермер, което става причина семейството да е принудено да се мести из Англия и Уелс през юношеството на Мери. Баща ѝ дори я принуждава да върне парите, които е трябвало да наследи при пълнолетието си. Освен това той често бие жена си в пиянски изстъпления. Мери често спи пред вратата на спалнята на майка си, за да я защитава. Тя играе подобна майчина роля и в живота на по-малките си сестри Еверина и Илайза. През 1784 г. тя убеждава Илайза, която вероятно е страдала от следродилна депресия, да напусне съпруга и бебето си. Уолстънкрафт урежда обстоятелствата за бягството на сестра си, показвайки готовността си да предизвика социалните норми. Сестра ѝ обаче е сурово порицана от обществото и тъй като не може да се омъжи повторно е осъдена на живот на бедност и тежка работа.
Уолстънкрафт се сприятелява с Фани Блъд, представена ѝ от семейство Клеър от Хокстъм, които ѝ стават като родители. Уолстънкрафт по-късно приписва на Фани Блъд отварянето на ума си. Нещастна в домашния си живот, Уолстънкрафт напуска дома си през 1778 г. и приема работа като дамска компаньонка на Сара Доусън, заможна вдовица, живееща в Бат. Тя обаче среща трудности в съжителството си с ядливата жена (преживяване, която тя използва, описвайки недостатъците на такава работа в „Мисли за образованието на дъщери“ (1787)).
През 1780 г. е повикана да се грижи за умиращата си майка и се връща у дома. След смъртта на майка си вместо да се върне при вдовицата Уолстонкрафт се премества при семейство Блъд. Тя осъзнава, че е идеализира Фани, която повече изявява традиционни женски ценности от Уолстънкрафт, но въпреки това остава посветена на нея и семейството ѝ през целия си живот (например тя често дава парична помощ на брата на Фани).
Уолстънкрафт предвижда живот в женска утопия с Блъд. Те правят планове да наемат стаи заедно и да се подкрепят взаимно емоционално и финансово, но тази мечта рухва под натиска на икономическата реалност. За да си изкарват прехраната Уолстънкрафт, сестрите ѝ и Блъд основават училище в Нютингтън Грийн, общност на несъгласни с Англиканската църква. Блъд скоро се сгодява и след сватбата съпругът ѝ Хю Скийс я отвежда в Европа, за да подобри здравето ѝ – което винаги е било неустойчиво. Въпреки промяната на обстановката, здравето на Блъд се влошава, когато тя забременява и Уолстонкрафт напуска училището и я последва, за да се грижи за нея – безрезултатно. Нейното напускане на училището води до неговия край. Смъртта на Блъд съкрушава Уолстънкрафт и служи частично като вдъхновение за първия ѝ роман „Мери: една измислена история“ (1788).

### „Първата от нов род“ (1786 – 1792)
След смъртта на Блъд приятели на Уостънкрафт ѝ помагат да си намери работа като гувернантка на дъщерите на англо-ирландксото семейство Кингзбъро в Ирландия. Макар да не се разбира с лейди Кингзбъро децата я намират за вдъхновяващ наставник; Маргарет Кинг по късно казва, че „тя е освободила ума ѝ от всички суеверия“. Някои от преживяванията на Уолстънкрафт от годината прекарана при семейството се появяват на страниците на единствената ѝ книга за деца „Оригинални истории от реалния живот“ (1791).
Разочарована от малкото възможности за кариера, които има за почтени, но бедни жени – затруднение, която тя красноречиво описва в главата от „Мисли за образованието на дъщери“, озаглавена „Нещастната ситуация на жени, модерно образовани и оставени без състояние“ – тя решава след само година като гувернантка да започне кариера като писателка. Това е радикален избор, тъй като по онова време е било почти невъзможно жена да си изкарва прехраната с писане. Както пише на сестра си Еверина през 1787 г., тя се опитва да стане „първата от нов род“ (the first of a new genus). Мести се в Лондон, където с помощта на либералния издател Джоузеф Джонсън намира място, където да живее и работи, за да се издържа. Тя научава френски и немски и превежда текстове, най-известният от които е „За важността на религиозните мнения“ от Жак Некер и „Елементи на морала, за употреба от деца“ от Кристиан Залцман. Тя също пише прегледи, предимно на романи, за периодичното издание на Джонсън „Аналитичен преглед“. Интелектуалната вселена на Уолстонкрафт се разширява по това време, не само от четенето ѝ, но също и от компанията, в която се движи: тя посещава известните вечери на Джонсън и среща такива светила като радикалния памфлетист Томас Пейн, поета и художник Уилям Блейк и философа Уилям Годуин. Годуин и Уолстънкрафт са разочаровани от първата си среща. Годуин е дошъл да чуе Пейн, но Уолстънкрафт го напада през цялата нощ, различавайки се от него по почти всеки предмет на разговор. Самият Джонсън обаче тя описва в писмата си като баща и брат.
В Лондон Уолстънкрафт се впуска във връзка с художника Хенри Фюзели, въпреки че той вече е женен. Тя пише, че е възхитена от гения му, „величието на душата му, бързината на схващане и прекрасното съчувствие“. Тя предлага платонично съжителство с Фюзели и съпругата му, но съпругата е ужасена и Фюзели прекъсва връзката. След отхвърлянето от Фюзели Уолстънкрафт решава да пътешества из Франция, за да избяга от унижението на случилото се и да участва в революционните събития, които току-що е възхвалила в „Защита на правата на хората“ (1790), написана в отговор на консервативната критика на Френската революция от Едмънд Бърк „Размишления върху революцията във Франция“ (1790) и с която бързо става известна. Тя е сравнена с водещи интелектуалци като теолога и полемист Джоузеф Пристли и с Пейн, чиято „Правата на човека“ (1791) се превръща в най-популярния отговор на Бърк. Тя преследва идеите, очертани в „Правата на хората“ в „Защита на правата на жените“ (1792), най-известната ѝ и влиятелна творба.

### Франция и Гилбърт Имлей (1792 – 1795)
Уолстънкрафт тръгва за Париж през декември 1792 г. и пристига месец преди крал Луи XVI да бъде гилотиниран. Страната е в суматоха. Тя търси други британски посетители като Хелън Мария Уилямс и се присъединява към кръга на британците в града. Току-що написала „Защита на правата на жените“ Уолстънкрафт е решена да подложи идеите си на изпитание и в стимулиращата интелектуална атмосфера на Френската революция тя опитва най-експерименталното си романтично привързване: среща се и се влюбва в американския авантюрист Гилбърт Имлей. Имлей обаче не се интересува от брак, а Уолстънкрафт изглежда се е влюбила в идеализиран мъжки портрет. Уолстънкрафт е отхвърлила сексуалния компонент на връзките в „Защита на правата на жените“, но Имлей събужда страстите ѝ и интереса ѝ към секса. Тя скоро забременява и на 14 май 1794 г. ражда първото си дете, Фани. Уолстънкрафт е преизпълнена от радост; тя пише на приятел: „Малкото ми момиченце започва да суче толкова МЪЖЕСТВЕНО, че баща ѝ безочливо залага на нея да напише втората част на „Защита на правата на жените“. Уолстънкрафт продължава ненаситно да пише, въпреки не само бременността и майчинството, но и растящите безредици на Френската революция. Докато се намира в Льо Хавр в Северна Франция тя пише история на ранната революция „Исторически и морален поглед към Френската революция“, публикувана в Лондон през 1794 г., в която критикува много от събитията, но продължава да подкрепя основните ѝ принципи.
С влошаването на политическата обстановка Великобритания обявява война на Франция, което увеличава значително опасността за британските граждани в страната. Имлей регистрира Уолстънкрафт като своя съпруга през 1793 г., за да я защити, въпреки че не са женени. Някои от приятелите на Уолстънкрафт обаче са арестувани, като Томас Пейн, а други гилотинирани. След като напуска Франция Уолстънкрафт продължава да се нарича г-жа Имлей, за да придаде законност на детето си.
Недоволен от домашната и майчина насоченост на Уолстънкрафт, Имлей я напуска. Той обещава да се върне в Льо Хавр, където тя е отишла, за да роди детето си, но забавянията на писмата му и дългите му отсъствия убеждават Уолстънкрафт, че е намерил друга жена. Писмата ѝ до него са пълни с увещания, на някой, който е изпаднал в нужда.

### Англия и Уилям Годуин (1795 – 1797)
Уолстънкрафт се връща в Лондон да търси Имлей през април 1795 г., но той я отхвърля. През май същата година тя опитва да се самоубие, вероятно с опиева тинктура, но Имлей спасява живота ѝ (не е ясно точно как). Тя тръгва за Скандинавия да води бизнес преговори в опит да възстанови част от загубите на Имлей, пътувайки с дъщеря си и една прислужница. Тя разказва за пътуванията и мислите си в писма до Имлей, много от които публикувани като „Писма, написани по време на кратък престой в Норвегия, Швеция и Дания“ през 1796 г. Когато се връща в Англия и осъзнава, че връзката ѝ с Имлей безвъзвратно е приключила тя прави втори опит за самоубийство, оставяйки бележка за Имлей:
| „ | Нека оскърбленията ми заспят с мен! Скоро, много скоро ще намеря покой. Когато получиш това, моята горяща глава ще бъде студена... Ще потъна в Темза, където шансът да бъдат измъкната от смъртта, която търся, е най-малък. Бог да те благослови! Нека никога не узнаеш от опит това, което си ме накарал да понеса. Ако чувствителността ти някога се събуди, разкаянието ще намери пътя си до сърцето ти и насред бизнеса и чувствените удоволствия аз ще се появя пред теб, жертвата на твоето отклонение от нравствеността. | “ |

Тя тогава излиза в дъждовната нощ и „за да утежни дрехите си с вода тя ходи напред-назад около половин час“ преди да скочи в р. Темза, но един непознат я вижда и спасява. Уолстънкрафт премисля опита си за самоубийство дълбоко рационално:
| „ | Имам само да скърбя, че когато горчивината на смъртта бе отминала, аз нечовечно бях върната към живота и мъката. Но непоклатимата решителност не се слисва пред отчаянието; нито ще позволя това да е неистов опит, който беше един от най-спокойните действия на разума. В това отношение съм отговорна единствено пред себе си. Ако ме беше грижа за това, което се нарича репутация, от други обстоятелства би трябвало да бъда опозорена. | “ |

Постепенно Уолстънкрафт се връща към литературния си живот и отново се включва в кръга на Джоузеф Джонсън, в частност с Мери Хейс, Елизабет Инчбалд и Сара Сидънс, чрез Уилям Годуин. Ухажването между Уолстънкрафт и Годуин започва бавно, но накрая се превръща в страстна любовна връзка. Годуин прочита „Писма, написани по време на кратък престой в Норвегия, Швеция и Дания“ и по-късно пише „Ако някога е имало книга, предвидена да накара един мъж да се влюби в авторката ѝ, това ми се струва, че е книгата. Тя говори за мъките си по начин, който ни изпълва с меланхолия и ни разтваря в нежност, по същото време, по което тя показва гений, който предизвиква цялото ни възхищението“. Щом Уолстънкрафт забременява те решават да се оженят, за да бъде детето им законно. Бракът им разкрива факта, че тя никога не е била женена за Имлей, в резултат на което Уолстънкрафт и Годуин губят много приятели. Годуин е критикуван и защото е проповядвал премахването на брака в политическия си трактат „Политическа справедливост“. След сватбата на 29 март 1797 г. двамата се местят в две допиращи се къщи, известни като Полигонът, така че да могат да запазят независимостта си. Те често общуват чрез писма. Според разказите тяхната връзка е щастлива и стабилна, макар и трагично кратка.

### Смърт иМемоарите на Годуин
На 30 август 1797 г. Уолстънкрафт ражда втората си дъщеря Мери. Раждането първоначално изглежда минава добре, но плацентата се разкъсва и възпалява, често срещано явление през 18 век. След няколкодневна агония Уолстънкрафт умира от общо отравяне на кръвта на 10 септември. Годуин е съкрушен: той пише на приятеля си Томас Холкрофт „Твърдо вярвам, че няма равна ней на света. Знам от опит, че сме създадени, за да се направим щастливи, Нямам ни най-малко очакване, че мога отново някога да познавам щастието“. Погребана е в старата църква Сейнт Панкрас и там е изграден неин мемориал, макар че останките ѝ, заедно с тези на Годуин, по-късно са преместени в Борнмът.
През януари 1798 г., Годуин пише „Мемоари за авторката на защита на правата на жените“. Въпреки че Годуин чувства, че е изобразил жена си с любов, състрадание и искреност, много читатели са шокирани, че той е разкрил незаконното ѝ дете, любовни авантюри и опити за самоубийство. Романтическият поет Робърт Сауди го обвинява в „липса на всякакво чувство да разсъблече мъртвата си съпруга“ и са публикувани злобни сатири като „Лишените от пол жени“. Ефектът от публикацията на Годуин продължава и през целия 19 век, а поетите Робърт Браунинг и Уилям Роскоу пишат стихотворения на тази тема.

## Основни творби

### Образователни творби
Повечето ранни творби на Уолстънкрафт са на темата образование; тя събира антология от литературни извадки „за подобрението на млади жени“, озаглавена „Жената читател“ и превежда две книги за деца, „Младият Грандисън“ на Мария Геертруида ван де Веркен де Камбон и „Елементи на морала“ от Кристиан Залцман. В собствената ѝ поведенческа книга „Мисли за възпитанието на дъщери“ (1787) и в книгата ѝ за деца „Оригинални истории от реалния живот“ (1788) Уолстънкрафт се застъпва за образоването на децата в новопоявяващия се дух и морални ценности на средната класа: самодисциплина, честност, пестеливост и социално задоволство. И двете книги наблягат на важността на ученето на децата да разсъждават, разкривайки сходството във вижданията на Уолстънкрафт с образователния философ от 17 век Джон Лок. Важността, която тя отдава на религиозната вяра и вродените чувства обаче я отличават от Лок и я свързват с беседването за чувствителността, популярно към края на 18 век. И двете творби се застъпват за образованието на жените, противоречива тема по онова време. Уолстънкрафт твърди, че образованите жени ще бъдат добри съпруги и майки и ще допринесат положително за нацията.

### Защити

#### Защита на правата на хората(1790)
„Защита на правата на хората“ е публикувана в отговор на „Размисли за революцията във Франция“ (1790) от Едмънд Бърк, в което той защитава конституционната монархия, аристокрацията и Англиканската църква. Уолстънкрафт от друга страна се застъпва за републиканизма и напада аристокрацията. Нейната Защита е първият отговор на Бърк в памфлетна война, по-късно станала известна като Революционното противоречие, в която „Правата на човека“ от Томас Пейн (1792) се превръща в основен текст за реформаторите и радикалите.
В един известен пасаж от неговите Размишления Бърк пише „Мислех си, че десет хиляди меча е трябвало да изскочат от ножниците си, за да отмъстят дори един поглед, който я е заплашвал [Мария Антоанета] с обида. – Но ерата на рицарството е отминала“. Използвайки понятията за възвишеното и красивото, установени от самия Бърк в неговата творба „Философско изследване на произхода на нашите идеи за възвишеното и красивото“ (1756), в която Бърк свързва възвишеното със сила и мъжественост, а красивото със слабост и женственост. Уолстънкрафт твърди, че драматичните описания, които Бърк използва, превръщат читателите – гражданите – в слаби жени, които се влияят от спектакъла. Уолстънкрафт осъжда защитата от Бърк на едно неравно общество, основано на пасивността на жените.
Като доводи в защита на републиканизма Уолстънкрафт се позовава на новопоявяващия се начин на мислене и живот на средната класа, противопоставяйки го на според нея порочния аристократичен маниерен кодекс. Повлияна от мислителите на Просвещението, тя осмива Бърк за това, че разчита на традицията и обичая. Тя се застъпва за рационалността, посочвайки, че системата на Бърк би довела до продължаване на робството, просто защото е древна традиция. Тя описва идиличен провинциален живот, където всяко семейство би могло да има ферма, която да осигурява нуждите му. Уолстънкрафт контрастира нейната утопична картина на за обществото, нарисувана според нея с истинско чувство с фалшивото чувство на Бърк.

#### Защита на правата на жените(1792)
„Защита на правата на жените“ е едно от първите произведения на феминистката философия. Авторката го посвещава на Талейран, с напразната надежда да повлияе на законодателството в революционна Франция. В него Уолстънкрафт убеждава, че жените трябва да имат образование съизмеримо с тяхната позиция в обществото и продължава с редефиниране на тази позиция, твърдейки, че жените са от съществена важност за нацията, защото те образоват децата и защото могат да бъдат „спътници“ на техните съпрузи, а не просто съпруги. Вместо да се гледа на жените като на украшения на обществото или имущество, с което да се търгува за женене, Уолстънкрафт защитава виждането, че те са човешки същества, заслужаващи същите фундаментални права като мъжете.
Уолстънкрафт призовава за равенство между мъжете и жените в отделни сфери на живота като морала, но не изразява изрично виждането, че мъжете и жените са равни. Тя твърди, че мъжете и жените са равни пред очите на Бог. Това твърдение обаче е в контраст с нейните изказвания уважаващи превъзходството на мъжката сила и доблест. Уолстонкрафт пише:
| „ | Нека не се заключава, че искам да обърна реда на нещата; вече съм признала, че от телосложенията им, мъжете изглежда са определени от Провидението да постигнат по-голяма степен на добродетел. Говоря събирателно за целия пол: но не виждам и сянка на причина, която да ме кара да заключа, че техните добродетели трябва да се различават в зависимост от тяхната природа. Всъщност как биха могли, ако добродетелта има един вечен стандарт? Би трябвало, следователно, ако разсъждавам последователно, усилено да поддържам, че те имат същата проста насока, както и че има Бог. | “ |

Нейните неедносмислени изказвания относно равенството на половете са направили трудно нейното класифициране като модерна феминистка, особено понеже думата и понятието са ѝ били неизвестни.
В „Защита на правата на жените“ Уолстънкрафт критикува и фалшивата и прекалена чувствителност, особено у жените. Тя твърди, че жените, които се поддават на чувствителността са „понесени от всеки моментен вихър на чувство“ и понеже са плячка на сетивата си, не могат да мислят рационално. Според нея тези жените вредят не само на себе с, но и на цялата цивилизация: това не са жени, които могат да помогнат за облагородяването на цивилизацията – популярна идея от 18 век – а жени, които ще я унищожат. Уолстънкрафт не привежда доводи, че разумът и чувствата трябва да действат независимо, а че трябва да се образоват взаимно.
В дванадесета глава от Защитата Уолстънкрафт пише, препоръчва училищата да образоват децата в смесени паралелки (момчета и момичета), тъй като браковете между мъжете и жените са „циментът на обществото“ и би трябвало да бъдат „образовани по същия модел“.

### Романи
И двата романа на Уолстънкрафт критикуват патриархалната институция на брака и нейното вредно влияние върху жените. В първия ѝ роман „Мери: една измислена история“ (1788) едноименната героиня е принудена да встъпи в брак без любов по икономически причини. Тя осъществява желанието си любов и привързаност извън брака в две страстни романтични приятелства, едно с жена и едно с мъж.
„Мария: или неправдите на жената“ (1798), недовършен роман, публикуван след смъртта ѝ и често считан за най-радикалната феминистка творба на Уолстънкрафт, се върти около историята на една жена, затворена в приют за душевноболни от съпруга си. Подобно на Мери, Мария намира осъществяване извън брака в една любовна връзка с друг обитател на приюта и в приятелството си с една от надзирателките. Отдаването на романтични фантазии от страна на героинята се описва като особено вредно от Уолстънкрафт. Приятелството на Мария с прислужницата Джемима, основано на съчувствената връзка на майчинството между жена от горна и жена от долна класа, която е натоварена със задачата да я надзирава в приюта, е един от първите моменти в историята на феминистката литература, който намеква, че жени от различни прослойки на обществото имат същите интереси, защото са жени.

### Писма написани в Швеция, Норвегия и Дания(1796)
„Писма написани в Швеция, Норвегия и Дания“ е дълбоко личен пътепис. Двайсет и петте писма покриват широк спектър от теми. От социологични размишления за Скандинавия и населението ѝ, до философски въпроси относно идентичността, до размисли за връзката ѝ с Имлей (макар той да не е споменат поименно в текста). Отразявайки силното влияние на Русо, Писма написани в Швеция споделя сходни теми с „Въжделения на един самотен пешеходец“ (1782): „търсенето на източника на човешкото щастие, стоическото отхвърляне на материалните стоки, екстатичната прегръдка на природата, и съществената роля на чувството в разбирането“. Докато Русо в крайна сметка отхвърля обществото обаче Уолстънкрафт възхвалява домашните сцени и промишления прогрес в своя текст.
Много от писмата описват спиращия дъха пейзаж на Скандинавия и желанието на Уолстънкрафт да създаде връзка с естествения свят. Тя отдава по-голямо значение на въображението, отколкото в предишните ѝ творби. Както в предишни творби, тя защитава освобождението и образованието на жените. За разлика от по-ранни творби, тя илюстрира вредните ефекти на търговията върху обществото, контрастирайки връзката на въображението със света с търговското и наемническо отношение лъм него, което свързва с Имлей. Писма написани в Швеция влияе на романтически поети като Уилям Уърдсуърт и Самюъл Колридж, съвременници на Уолстонкрафт, които черпят от темите и естетиката на творбата.

## Произведения
- Thoughts on the Education of Daughters: With Reflections on Female Conduct, in the More Important Duties of Life. London: Joseph Johnson, 1787.
- Mary: A Fiction. London: Joseph Johnson, 1788.
- Original Stories from Real Life: With Conversations Calculated to Regulate the Affections and Form the Mind to Truth and Goodness. London: Joseph Johnson, 1788.
- Necker, Jacques. Of the Importance of Religious Opinions. Trans. Mary Wollstonecraft. London: Joseph Johnson, 1788.
- The Female Reader: Or, Miscellaneous Pieces, in Prose and Verse; selected from the best writers, and disposed under proper heads; for the improvement of young women. By Mr. Cresswick, teacher of elocution [Mary Wollstonecraft]. To which is prefixed a preface, containing some hints on female education. London: Joseph Johnson, 1789.
- de Cambon, Maria Geertruida van de Werken. Young Grandison. A Series of Letters from Young Persons to Their Friends. Trans. Mary Wollstonecraft. London: Joseph Johnson, 1790.
- Salzmann, Christian Gotthilf. Elements of Morality, for the Use of Children; with an introductory address to parents. Trans. Mary Wollstonecraft. London: Joseph Johnson, 1790.
- A Vindication of the Rights of Men, in a Letter to the Right Honourable Edmund Burke. London: Joseph Johnson, 1790.
- A Vindication of the Rights of Woman with Strictures on Moral and Political Subjects. London: Joseph Johnson, 1792.
- „On the Prevailing Opinion of a Sexual Character in Women, with Strictures on Dr. Gregory's Legacy to His Daughters“. New Annual Register (1792): 457 – 466. [от Правата на жената]
- An Historical and Moral View of the French Revolution; and the Effect It Has produced in Europe. London: Joseph Johnson, 1794.
- Letters Written during a Short Residence in Sweden, Norway, and Denmark. London: Joseph Johnson, 1796.
- „On Poetry, and Our Relish for the Beauties of Nature“. Monthly Magazine (April 1797).
- The Wrongs of Woman, or Maria. Posthumous Works of the Author of A Vindication of the Rights of Woman. Ed. William Godwin. London: Joseph Johnson, 1798. [Published posthumously; unfinished]
- „The Cave of Fancy“. Posthumous Works of the Author of A Vindication of the Rights of Woman. Ed. William Godwin. London: Joseph Johnson, 1798. [публикувано посмъртно; фрагмент, написан през 1787 г.]
- „Letter on the Present Character of the French Nation“. Posthumous Works of the Author of A Vindication of the Rights of Woman. Ed. William Godwin. London: Joseph Johnson, 1798. [публикувано посмъртно; напписано през 1793 г.]
- „Fragment of Letters on the Management of Infants“. Posthumous Works of the Author of A Vindication of the Rights of Woman. Ed. William Godwin. London: Joseph Johnson, 1798. [публикувано посмъртно; недовършено]
- „Lessons“. Posthumous Works of the Author of A Vindication of the Rights of Woman. Ed. William Godwin. London: Joseph Johnson, 1798. [публикуван посмъртно; недовършено]
- „Hints“. Posthumous Works of the Author of A Vindication of the Rights of Woman. Ed. William Godwin. London: Joseph Johnson, 1798. [публикувани посмъртно]
- Contributions to the Analytical Review (1788 – 1797) [публикувано анонимно]

### Биографии
- Hays, Mary. „Memoirs of Mary Wollstonecraft“. Annual Necrology (1797 – 98): 411 – 460.
- Wardle, Ralph M. Mary Wollstonecraft: A Critical Biography. Lincoln: University of Nebraska Press, 1951.
- Tomalin, Claire. The Life and Death of Mary Wollstonecraft. Rev. ed. New York: Penguin, 1992. ISBN 0-14-016761-7.
- Todd, Janet. Mary Wollstonecraft: A Revolutionary Life. London: Weidenfeld and Nicholson, 2000. ISBN 0-231-12184-9.
- Flexner, Eleanor. Mary Wollstonecraft: A Biography. New York: Coward, McCann and Geoghegan, 1972. ISBN 0-698-10447-1.
- Sunstein, Emily. A Different Face: the Life of Mary Wollstonecraft. Boston: Little, Brown and Co., 1975. ISBN 0-06-014201-4.
- St Clair, William. The Godwins and the Shelleys: The biography of a family. New York: W. W. Norton and Co., 1989. ISBN 0-8018-4233-6.
- Godwin, William. Memoirs of the Author of a Vindication of the Rights of Woman. Eds. Pamela Clemit and Gina Luria Walker. Peterborough: Broadview Press Ltd., 2001. ISBN 1-55111-259-0.